# Mesék a Tini Nindzsa Teknőcökről
A Mesék a Tini Nindzsa Teknőcökről (eredeti cím: Tales of the Teenage Mutant Ninja Turtles) 2024-től vetített 2D-s számítógépes animációs akciósorozat, amelynek alkotói Christopher Yost és Alan Wan. A sorozat teljes első évadát Amerikában 2024. augusztus 9-én a Paramount+, míg Magyarországon 2024. szeptember 29-én a Nickelodeon és a Nicktoons mutatta be. A sorozat a 2023-as Tini Nindzsa Teknőcök: Mutáns káosz című animációs film univerzumában és annak cselekményei után játszódik.

## Cselekmény
A sorozat két hónappal a Mutáns káosz eseményei után játszódik. A történet első felében a teknőcök különválva menekülnek Bishop elől, aki az összes mutánst ki szeretné pusztítani. A teknőcöknek most egyedül kell megküzdeniük minden nehézséggel, miközben újra egyesülniük kell, hogy megmentsék az összes mutánst. A történet második felében pedig a vízi mutánsokból álló East River Three nevezetű bandával küzdenek meg.

## Szereplők

### Főszereplők
| Szereplő       | Eredeti hang     | Magyar hang    |
| -------------- | ---------------- | -------------- |
| Donatello      | Micah Abbey      | Nikas Dániel   |
| Michelangelo   | Shamon Brown Jr. | Jéger Zsombor  |
| Leonardo       | Nicolas Cantu    | Bogdán Gergő   |
| Raffaello      | Brady Noon       | Nagy Gereben   |
| April          | Ayo Edebiri      | Staub Viktória |
| Szecska mester | Fred Tatasciore  | TBA            |

### Mellékszereplők
| Szereplő       | Eredeti hang             | Magyar hang      |
| -------------- | ------------------------ | ---------------- |
| Bőrfejű        | Rose Byrne               | Ruttkay Laura    |
| Szárnyszörny   | Natasia Demetriou        | Dobó Enikő       |
| Rájafilé       | Austin Post              | Ember Márk       |
| Dzsingisz Kvak | Amad Jackson             | Dévai Balázs     |
| Bishop         | Alanna Ubach             | Fullajtár Andrea |
| Rod            | Pete Davidson            | Rohonyi Barnabás |
| Galamb Geri    | Christopher Mintz-Plasse | Fehérváry Márton |
| Aranyfincs     | Timothy Olyphant         | Patkós Márton    |
| Sally          | Danny Trejo              | Törköly Levente  |
| Hun            | Carlin James             | Előd Álmos       |
| Angel          | Jamila Velasquez         | Gubik Petra      |

### Magyar változat
- Főcím: Tokaji Csaba
- Magyar szöveg: Jankó Gergő
- Szinkronrendező: Molnár Ilona

A szinkront az Iyuno Hungary készítette.

## Epizódok

### 1. évad (2024)
| #   | Eredeti cím                         | Magyar cím                               | Író              | Eredeti premier    | Magyar premier     | Magyar premier         | Gyártási kód |                       |                  |                    |                      |                      |     |
| --- | ----------------------------------- | ---------------------------------------- | ---------------- | ------------------ | ------------------ | ---------------------- | ------------ | --------------------- | ---------------- | ------------------ | -------------------- | -------------------- | --- |
| #   | Eredeti cím                         | Magyar cím                               | Író              | Eredeti premier    | 1.                 | Leonardo Stands Alone! | Gyártási kód | Leonardo magára marad | Christopher Yost | 2024. augusztus 9. | 2024. szeptember 29. | 2024. szeptember 29. | 101 |
| 2.  | Mikey Does The Right Thing          | Mikey helyesen cselekszik                | Matthew Bass     | 2024. október 6.   | 2024. október 6.   | 102                    |              |                       |                  | 2024. augusztus 9. |                      |                      |     |
| 3.  | Raph Thinks It Through              | Raf átgondolja                           | Christopher Yost | 2024. október 13.  | 2024. október 13.  | 103                    |              |                       |                  | 2024. augusztus 9. |                      |                      |     |
| 4.  | Donnie Hangs Tough                  | Donnie bekeményít                        | Alex Hanson      | 2024. október 20.  | 2024. október 20.  | 104                    |              |                       |                  | 2024. augusztus 9. |                      |                      |     |
| 5.  | Bishop Makes Her Move               | Bishop lépése                            | Haley Mancini    | 2024. október 27.  | 2024. október 27.  | 105                    |              |                       |                  | 2024. augusztus 9. |                      |                      |     |
| 6.  | Night of the Mechazoids             | A Mechazoidok éjszakája                  | Kevin Shinick    | 2024. november 3.  | 2024. november 3.  | 106                    |              |                       |                  | 2024. augusztus 9. |                      |                      |     |
| 7.  | Raph vs. Water                      | Raf a víz ellen                          | Matthew Bass     | 2024. november 9.  | 2024. november 10. | 107                    |              |                       |                  | 2024. augusztus 9. |                      |                      |     |
| 8.  | Mikey Takes Charge                  | Mikey kezébe veszi az irányítást         | Alex Hanson      | 2024. november 16. | 2024. november 17. | 108                    |              |                       |                  | 2024. augusztus 9. |                      |                      |     |
| 9.  | Splinter and April Fight a Goldfish | Szecska és April küzdelme az aranyhallal | Haley Mancini    | 2024. november 23. | 2024. november 24. | 109                    |              |                       |                  | 2024. augusztus 9. |                      |                      |     |
| 10. | Donnie Goes Deep                    | Donnie mélyre megy                       | Matthew Bass     | 2024. november 30. | 2024. december 1.  | 110                    |              |                       |                  | 2024. augusztus 9. |                      |                      |     |
| 11. | Leonardo Saddles Up                 | Leonardo nyeregbe ül                     | Elise Roncace    | 2024. december 7.  | 2024. december 8.  | 111                    |              |                       |                  | 2024. augusztus 9. |                      |                      |     |
| 12. | The Pearl                           | A Gyöngy                                 | Alex Hanson      | 2024. december 14. | 2024. december 15. | 112                    |              |                       |                  | 2024. augusztus 9. |                      |                      |     |

## A sorozat készítése
Christopher Yost szerint a Tini Nindzsa Teknőcök: Mutáns káosz forgatásának közepén a film gyártói, Seth Rogen és Evan Goldberg engedélyt kaptak egy kanonikus streaming tévésorozat fejlesztésére. Yostot ezután megkeresték, hogy érdekelné-e, hogy találkozzon Rogen-nel, és miután beleegyeztek, megbeszélték, hogy mi lehetne a sorozat. Alan Wan-t hozták be Yost mellé. Alan Want dolgozott a 2003-as A Tini Nindzsa Teknőcök új kalandjai, a 2012-es Tini Nindzsa Teknőcök és a 2018-as A tini nindzsa teknőcök felemelkedése című sorozatokon.
2023 júliusában a Variety arról számolt be, hogy zöld utat kapott a film folytatása és egy 2D-s animációs televíziós sorozat folytatás. A sorozat, amelynek címe Mesék a Tini Nindzsa Teknőcökről, a hírek szerint hídként szolgálna a Mutáns káosz és a film folytatása között, amely a tervek szerint 2026-ban kerülne a mozikba. 2024 augusztusában egy interjúban Yost azt mondta, hogy nem biztos benne, hogy lesz-e második évad, annak ellenére, hogy a bejelentéskor állítólag két évadra kaptak zöld utat, de azt mondta, hogy rengeteg ötletük van rá.